# Stenothyridae
Famille
Les Stenothyridae sont une famille de mollusques gastéropodes de l'ordre des Littorinimorpha.

## Systématique
Pour le WoRMS, cette famille a été créée par George Washington Tryon en 1866, mais d'autres sources, comme BioLib, considèrent qu'elle a été créée par Paul Henri Fischer en 1875.

## Liste des genres
Selon World Register of Marine Species (26 mars 2016) :
- genre Caviumbonia Youluo, 1978 †
- genre Farsithyra Glöer & Pešić, 2009
- genre Gangetia Ancey, 1890
- genre Iranothyra  Schütt, 1973
- genre Pseudostenothyra  Youluo, 1978 †
- genre Sinostenothyra  Youluo, 1978 †
- genre Stenothyra Benson, 1856
- genre Stenothyrella Wenz, 1939 †
- genre Stenothyroides Lozouet, 1985 †
- genre Stenothyropsis Kadolsky, 1988 †